# دوغ كوبر (مؤلف)
دوغ كوبر (بالإنجليزية: Doug Cooper)‏ (5 يونيو 1970، ساندوسكي في الولايات المتحدة)؛ كاتب، صحفي وروائي أمريكي.